# Embajador de los Estados Unidos ante la Organización de los Estados Americanos
El Embajador de los Estados Unidos ante la Organización de los Estados Americanos, o Representante Permanente de los Estados Unidos de América ante la Organización de los Estados Americanos (título completo), es un funcionario diplomático con rango y estatus de embajador extraordinario y plenipotenciario que se desempeña como jefe de la misión de los Estados Unidos ante la Organización de los Estados Americanos (OEA), con sede en Washington D. C.
Administrativamente la misión depende de la Oficina de Asuntos del Hemisferio Occidental del Departamento de Estado de los Estados Unidos, a cargo del subsecretario de Estado para Asuntos del Hemisferio Occidental. Además del representante permanente, hay un adjunto que también posee el rango de embajador. Ambos son apoyados por la sección política (encargada de todos los aspectos políticos, de derechos humanos, de seguridad, antinarcóticos, antiterrorismo y cuestiones jurídicas internacionales en la OEA) y la sección de desarrollo y cooperación (encargada de temas como educación, trabajo, desarrollo sostenible, turismo, comercio, desarrollo social, cultura, economía, ciencia y tecnología, y las cuestiones presupuestarias e institucionales de la OEA). También hay un oficial administrativo que gestiona la administración, logística y presupuesto. Los oficiales provienen tanto del servicio exterior como del servicio civil estadounidense.
El actual titular es Carlos Trujillo, designado por Donald Trump y confirmado por el Senado de los Estados Unidos en 2018.

## Listado
| Nombre                   | Período          | Secretario General de la OEA                                                            | Presidente de los Estados Unidos   |
| ------------------------ | ---------------- | --------------------------------------------------------------------------------------- | ---------------------------------- |
| William Dawson           | 1948             | Alberto Lleras Camargo                                                                  | Harry S. Truman                    |
| Paul C. Daniels          | 1948-1951        | Alberto Lleras Camargo                                                                  | Harry S. Truman                    |
| John C. Dreier           | 1951-1960        | Alberto Lleras Camargo, Carlos Davila, José A. Mora                                     | Harry S. Truman, Dwight Eisenhower |
| deLesseps Story Morrison | 1961-1963        | José A. Mora                                                                            | John Kennedy                       |
| Ellsworth Bunker         | 1964-1966        | José A. Mora                                                                            | Lyndon Johnson                     |
| Sol M. Linowitz          | 1966-1969        | José A. Mora, Galo Plaza Lasso                                                          | Lyndon Johnson                     |
| Joseph J. Jova           | 1969-1974        | Galo Plaza Lasso                                                                        | Richard Nixon                      |
| William S. Mailliard     | 1974-1977        | Galo Plaza Lasso, Alejandro Orfila                                                      | Gerald Ford                        |
| Gale W. McGee            | 1977-1981        | Alejandro Orfila                                                                        | Jimmy Carter, Ronald Reagan        |
| J. William Middendorf    | 1981-1985        | Alejandro Orfila, João Clemente Baena Soares                                            | Ronald Reagan                      |
| Richard Thomas McCormack | 1985-1989        | João Clemente Baena Soares                                                              | Ronald Reagan                      |
| Luigi R. Einaudi         | 1989-1993        | João Clemente Baena Soares                                                              | George H. W. Bush, Bill Clinton    |
| Harriet C. Babbitt       | 1993-1997        | João Clemente Baena Soares, César Gaviria                                               | Bill Clinton                       |
| Luis J. Lauredo          | 2000-2001        | César Gaviria                                                                           | Bill Clinton                       |
| Roger Francisco Noriega  | 2001-2003        | César Gaviria                                                                           | George W. Bush                     |
| John F. Maisto           | 2003-2007        | César Gaviria, Miguel Ángel Rodríguez, Luigi R. Einaudi (interino), José Miguel Insulza | George W. Bush                     |
| Hector Morales           | 2007-2009        | José Miguel Insulza                                                                     | George W. Bush                     |
| Carmen Lomellin          | 2009-2016        | José Miguel Insulza, Luis Almagro                                                       | Barack Obama                       |
| Carlos Trujillo          | 2018-en el cargo | Luis Almagro                                                                            | Donald Trump                       |

### Fuente
- Permanent Representatives of the U.S.A. to the Organization of American States (Washington). Departamento de Estado de los Estados Unidos.